# Sopa de acedera

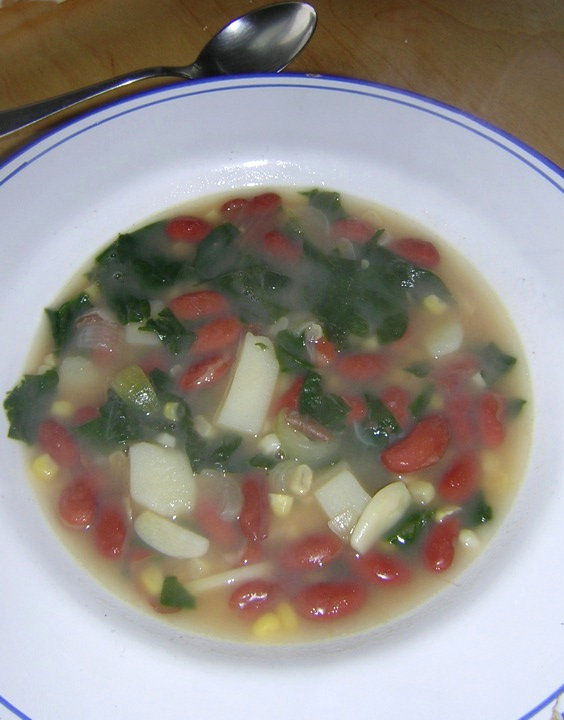
Sopa de acedera con patata, maíz y judías rojas.

La sopa de acedera es una sopa hecha con agua, hojas de acedera y sal. Otros posibles ingredientes son yemas de huevo o huevos duros y patatas cocidas. Es conocida en las cocinas ucraniana, polaca, lituana y judía del este de Europa. Se denomina en yidis schav, shchav, shav o shtshav, de szczaw, nombre polaco para ‘acedera’. A menudo se sirve fría con crema agria.
Se caracteriza por su sabor agrio, debido al ácido oxálico presente en la acedera. Este sabor puede desaparecer si se añade crema agria, ya que el ácido oxálico reacciona con el calcio y la caseína.
En Polonia, Ucrania y Rusia, la sopa de acedera puede prepararse usando cualquier tipo de caldo en lugar de agua, y puede servirse tanto caliente como fría. Por lo demás, puede ser kashrut.